# Władysław Raczkiewicz
Władisław Raczkiewicz (IPA: [vwadɨˈswaf rat͡ʂkʲɛˈvit͡ʂ]) (Kutaisi, 28 gennaio 1885 – Ruthin, 6 giugno 1947) è stato un militare e politico polacco.
Fu presidente della Repubblica polacca, in esilio, dal 1939 alla morte.

## Biografia
Nato a Kutaisi, in Georgia (al secolo una provincia dell'Impero russo), da genitori polacchi, Raczkiewicz aderì in gioventù alle organizzazioni socialiste polacche, poi si arruolò nell'esercito zarista. Dopo la caduta dello zar, riorganizzò le forze polacche in Russia. Ministro polacco dell'Interno, voivoda (governatore) provinciale presso Wilno, fu poi Maresciallo del Senato (1929-1934) e Maresciallo del Sejm (1934-1939).
Fuggito in Romania col governo dopo l'invasione tedesco-sovietica della Polonia (1939), fu designato presidente della Repubblica dal dimissionario Ignacy Mościcki. Trasferitosi a Parigi col governo in esilio (1939), nel 1940 dovette fuggire in esilio a Londra sotto l'incalzare delle armate tedesche.
Alla conferenza di Jalta le grandi potenze decisero che la Polonia sarebbe rientrata nella sfera d'influenza sovietica, così il Comitato (governo in esilio) di Londra, presieduto da Raczkiewicz, fu accantonato a favore del Comitato di Lublino, composto da socialisti e comunisti. Rackiewicz morì nel giugno 1947 ed ebbe come successore August Zaleski. Raczkiewicz è seppellito nel cimitero di Newark-on-Trent, in Inghilterra.
Il Comitato di Londra non riconobbe mai il governo comunista polacco (che nel 1952 sostituì la carica di presidente della Repubblica con quella di presidente del Consiglio di Stato), e continuò a designare presidenti della Repubblica (in esilio) fino al ritorno alla democrazia (1990), quando l'ultimo presidente del Comitato, Ryszard Kaczorowski passò le sue insegne al neopresidente polacco Lech Wałęsa.